# Georges Stuart
Pour les articles homonymes, voir Georges Stuart et Stuart.
Georges Stuart, 9e seigneur d'Aubigny, né à Londres le 17 juillet 1618 et mort à Edgehill le 23 octobre 1642, est un noble écossais et un officier royaliste lors de la guerre civile anglaise. 

## Biographie
Il est le fils d'Esmé Stewart (3e duc de Lennox), et de son épouse Catherine Clifton, 2e baronne Clifton. Il a plusieurs frères et sœurs, dont : Jacques Stuart, 1er duc de Richmond et 4e duc de Lennox ; Henri Stuart, 8e seigneur d'Aubigny ; Ludovic Stuart, 10e seigneur d'Aubigny ; et Bernard Stuart.

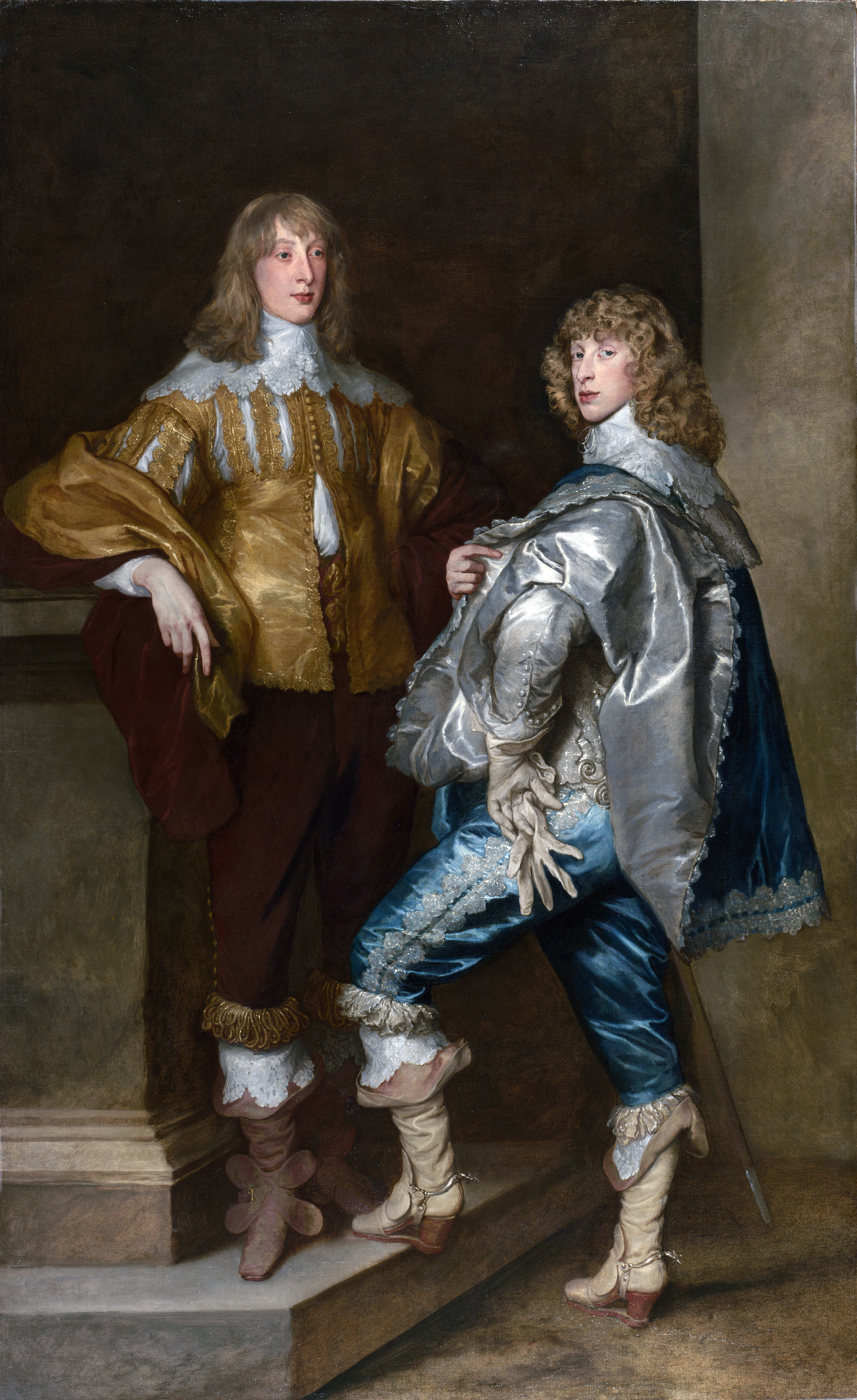
Portrait de Lord John Stuart et de
son frère Lord Bernard Stuart, devenu comte de Lichfield
par Antoine van Dyck, vers 1638
National Gallery Londres

Avec ses frères, il est élevé à Aubigny en France comme catholique romain sous la responsabilité de leur grand-mère paternelle, la vieille duchesse douairière, Catherine de Balsac.
Son père, le duc de Lennox, est décédé en 1624, et Stuart est devenu un pupille de son cousin, le roi Charles Ier d'Angleterre. Il hérite de la seigneurie d'Aubigny à l'âge de quatorze ans à la mort de son frère aîné Henri en 1632. En 1633, il étudie au collège de Navarre, qui fait partie de l'université de Paris, et il rend hommage à Louis XIII pour la seigneurie d'Aubigny le 5 août 1636, peu après son dix-huitième anniversaire. Plus tard, la même année, il revient en Angleterre.
En 1638, il épouse secrètement Catherine Howard, la fille de Theophilus Howard (2e comte de Suffolk), et d'Élizabeth Home, sans le consentement de son père, en offensant son tuteur le roi.
Georges Stuart et Catherine Howard ont deux enfants :
- Charles Stuart, plus tard 3e duc de Richmond et 6e duc de Lennox (1638-1672) ;
- Catherine Stuart, plus tard baronne Clifton (1640-1702).

Lors de la guerre des Faucheurs, il défend la ville d'Ille en Roussillon avec 600 hommes contre l'attaque de l'armée de Juan de Garay Otañez, forte de 5 000 hommes et d'artillerie. Il combat avec les Français contre les Espagnols à la bataille de Montjuïc en 1641.
Alors que la guerre civile est imminente en Angleterre, Stuart rejoint les forces du roi Charles à York, où il est fait chevalier le 18 avril 1642 avec son frère Bernard. Il est mortellement blessé dans la première bataille rangée de la guerre à Edgehill le dimanche 23 octobre 1642, âgé de vingt quatre ans. Il est enterré dans la cathédrale Christ Church d'Oxford. La seigneurie d'Aubigny est passée à son frère cadet, Ludovic.